# Moc inkoustu: středověká knižní kultura na Moravě

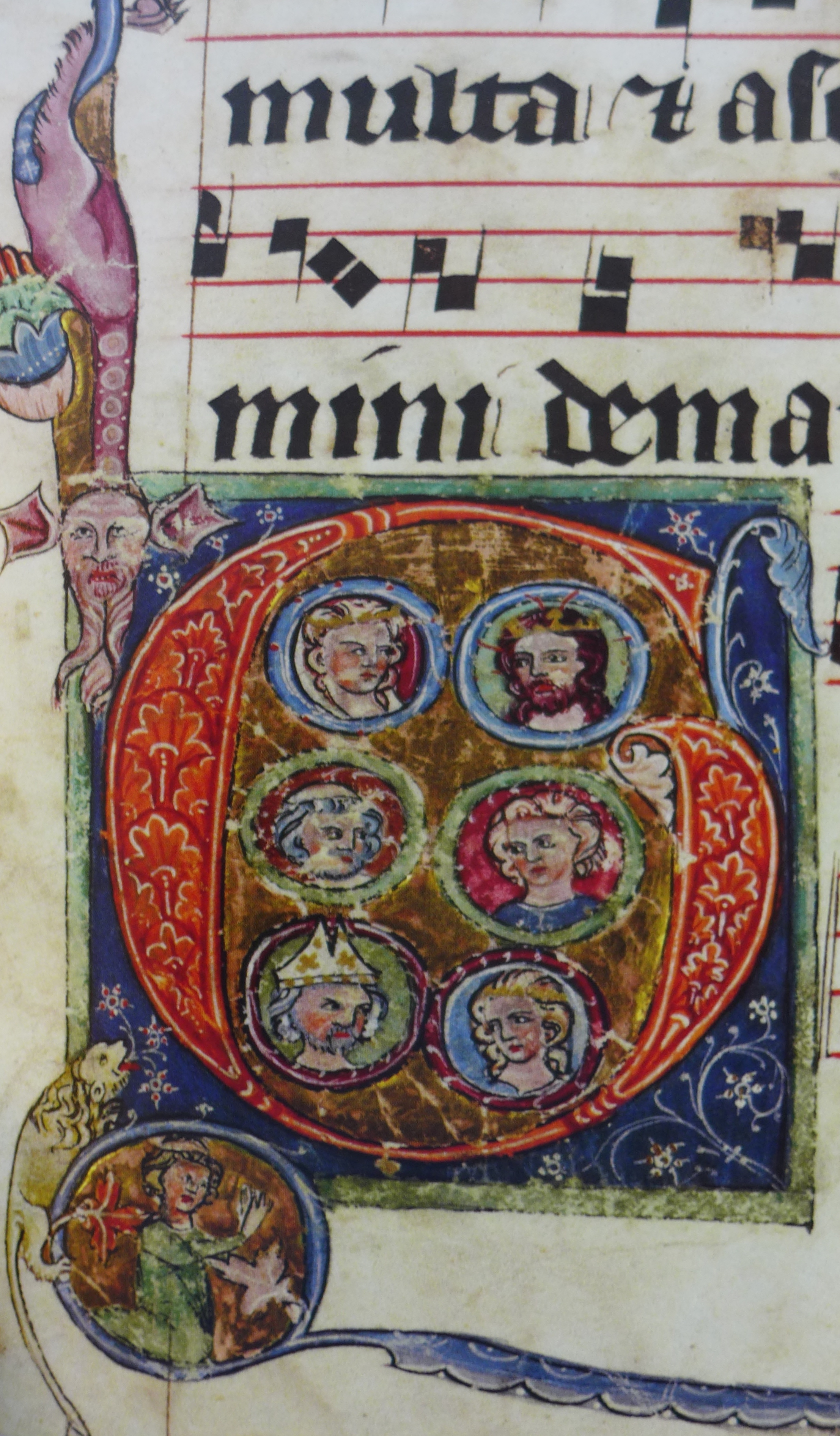
Antifonář královny Alžběty Rejčky: iniciála G

Moc inkoustu: středověká knižní kultura na Moravě byla výstava zabývající se rukopisnou a tištěnou knihou na Moravě v době středověku konaná od 22. dubna do 19. května 2024 v Moravském zemském archivu v Brně. Sledovala vývoj od počátků písemné kultury po vynalezení knihtisku.
Dalibor Havel o výstavě připravené učiteli a studenty Ústavu pomocných věd historických Filozofické fakulty Masarykovy univerzity (dále např. Přemysl Bar, Lukáš Führer a Stanislav Bárta) ve spolupráci s Moravským zemským archivem v Brně, řekl: „Je to unikátní výstava, protože vedle sebe bude poprvé ležet řada materiálů, které se v takové vzájemné blízkosti naposledy setkaly možná někdy ve středověku. Na jedno místo navíc alespoň na chvíli vrátíme artefakty, které Moravu opustily už poměrně záhy ve středověku.“. Na výstavě se významně podílí Archiv města Brna, Zemský archiv v Opavě a dále Knihovna Národního muzea v Praze, Moravská zemská knihovna v Brně, Vědecká knihovna v Olomouci a řada dalších institucí.
Před touto třetí společnou výstavou Masarykovy univerzity a Moravského zemského archivu se v roce 2019 uskutečnila výstava o italském šlechtickém rodu Collalto na Moravě Z Trevisa do Brtnice a v roce 2021 výstava o vztazích Moravy a papežství ve středověku a raném novověku Pod ochranou svatého Petra.
Návštěvníci si ve vybrané dny mohli vyzkoušet práci ve středověké písařské dílně nebo s tiskařským lisem. Výstava ve velkém sálu MZA v Brně na Palachově náměstí se zaměřila na vzácné rukopisy a knihy. Tematicky ji doprovázely dílny pro školy a veřejnost zaměřené na práci s ručním historickým tiskařským lisem, na psaní starými písmy a na techniku iluminace. Program pro školní skupiny byl připraven na 23. dubna, 7. května a 14. května (Středověká písařská dílna) a na 30. dubna, 9. května a 16. května (Tiskařská dílna a základy iluminace).
Ředitel Moravského zemského archivu v Brně Ladislav Macek ke společnému vystavení cenných archiválií poznamenal: „Pro některé cenné archiválie to znamená, že je veřejnost již dlouhou dobu nespatří. Například Antifonář královny Elišky Rejčky vystavíme v originále pouze poslední týden konání výstavy, jinak bude k vidění faksimile “. Záštitu nad výstavou převzali ministr vnitra Vít Rakušan, hejtman Jihomoravského kraje Jan Grolich, brněnská primátorka Markéta Vaňková a rektor Masarykovy univerzity Martin Bareš. Během přípravy výstavy její autoři vytvořili minisérii „Archiválie z jedné a druhé kapsy“, jíž přiblížili vybrané vzácné exponáty.
Vystaveny byly mimo jiné nejstarší originální archiválie uchovávaná v Moravském zemském archivu, jíž je zlomek lekcionáře z 9. století (jeho další část je uložena v Chicagu), antifonář Elišky Rejčky, vzácné rukopisy z farní knihovny kostela sv. Jakuba v Brně, Brněnská právní kniha Václava z Jihlavy z 15. století a vybrané ukázky produkce nejstarší brněnské tiskárny.
Výstavu doprovodil stejnojmenný vědecký katalog Moc inkoustu: Středověká knižní kultura na Moravě. V jeho první části jsou zařazeny obsáhlé vědecké studie zkoumající klíčové stránky středověké knižní kultury na Moravě (moravské církevně slovanské památky, latinská literatura středověké Moravy, počátky latinské písemné kultury, moravské středověké kalendáře, iluminované rukopisy, knižní vazba, knihovny ve středověkých městech, církevní a soukromé knihovny, počátky knihtisku v Brně). Druhá část knihy obsahuje katalog vystavených předmětů s podrobnými vysvětlivkami. Na popisech exponátu se autorsky podíleli studentky a studenti.

## Témata výstavy

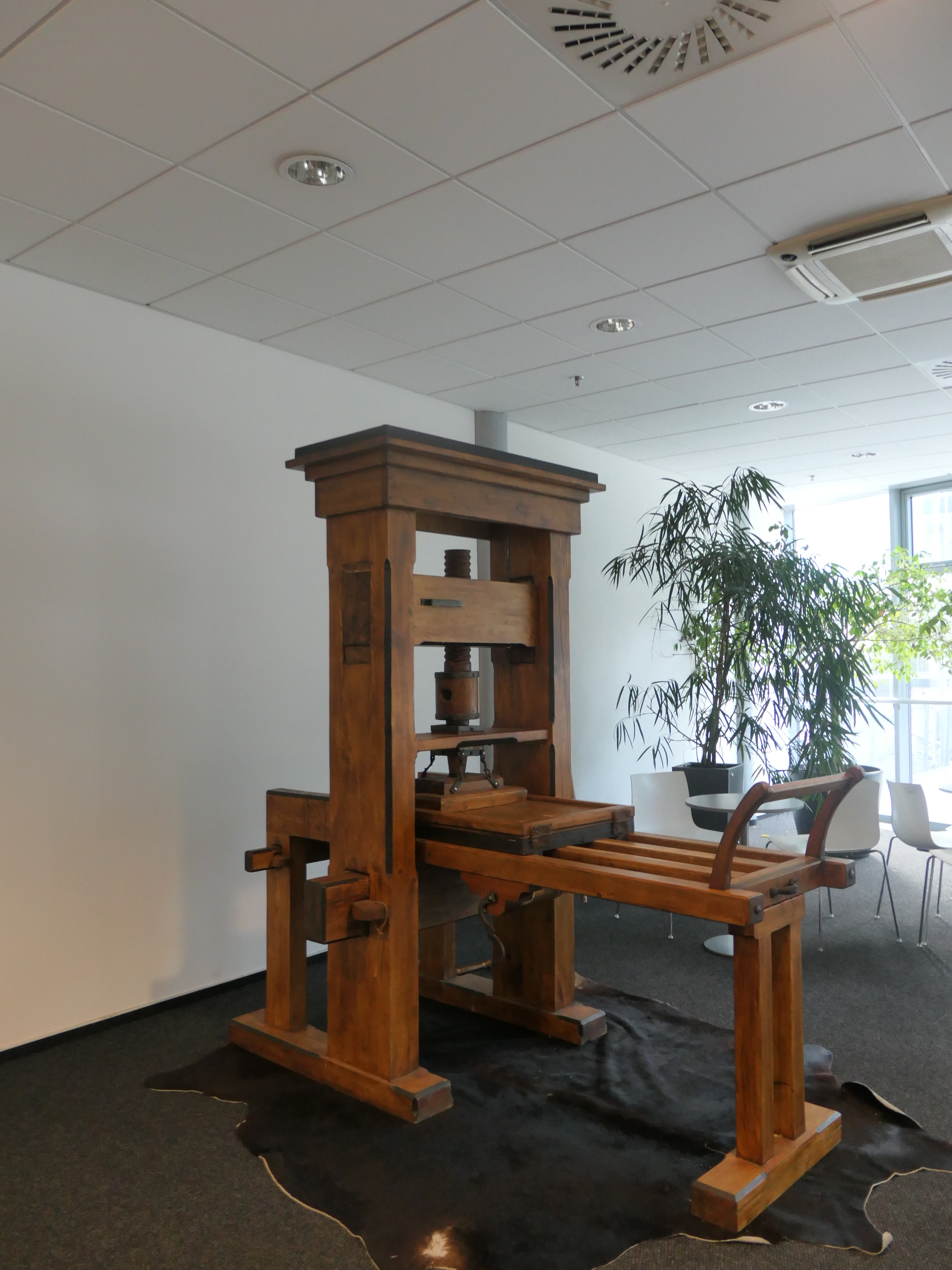
Tiskařský lis v Moravském zemském archivu v Brně

- Hmotné doklady nejstarší písemné kultury
- Na úsvitu latinské knižní kultury
- Domácí adaptace karolínských kodexů v 11. století
- Produkce prvních moravských skriptorií ve 12. století
- Stopy nejstarších klášterních knihoven
- Zlatá éra skriptorií ve 14. století: iluminované rukopisy a jejich osudy
- Kniha v laickém prostředí
- Užitkové rukopisy 15. století
- První tisky na Moravě
- Jak číst historii knihy?[12]

## Studie
- David Kalhous: Moravské církevně slovanské památky
- Jana Nechutová: Latinská literatura na středověké Moravě
- Dalibor Havel: K počátkům latinské písemné kultury na Moravě (do 12. století)
- Michal Dragoun: Kalendáře moravských liturgických rukopisů
- Jana Hrbáčová: K iluminovaným rukopisům druhé poloviny 14. století v olomouckých sbírkách
- Miroslav Myšák: Knižní vazba na prahu novověku (na příkladu tisků z knihovny u kostela sv. Jakuba v Brně)
- Přemysl Bar: Církevní knihovny na středověké Moravě
- Tomáš Borovský: Knihy a knihovny ve středověkých městech na Moravě
- Miroslav Myšák: První brněnská tiskárna[13]